# Бережа (озеро, Миорский район)
Бере́жа (бел. Бярэ́жа) — озеро в Миорском районе Витебской области Белоруссии.
Площадь поверхности — 0,76 км². Площадь водосборного бассейна — 10,5 км². Длина береговой линии — 2,98 км.
Расположено в 14 км к юго-востоку от города Миоры, в 5 км к востоку от деревни Белевцы, среди болот, на территории гидрологического заказника «Ельня» (создан в 1968 году).
Берега низкие, заболоченные. Связано канавой с озером Долгое. Из озера вытекает одноимённая река.